# 尚多夫
尚多夫是奥地利布尔根兰州上瓦特县的一个市镇。总面积11.26平方公里，总人口310人，人口密度27.5人/平方公里（2001年）。